# Samuel Franck
Samuel Franck (* 1633 oder 1634 in Stettin; † 4. Februar 1679 in Lübeck) war ein deutscher Kirchenmusiker.

## Leben
Franck stammte aus Stettin. 1651 war er Schüler des Fürstlichen Pädagogiums. Es ist möglich, dass er identisch ist mit jenem Samuel Franck aus Stettin, der Rechten Geflissenem (Jurastudent), der in der Mitte der 1650er Jahre als Respondent und Verfasser von Gelegenheitsschriften in Königsberg (Preußen) belegt ist.
Francks erste überlieferte Komposition ist ein Lobthönendes Ehrengedicht zur Magisterpromotion von Otto Großkreutz an der Universität Rostock im Jahr 1659.
Zum 19. Februar 1663 erhielt er als Nachfolger des am 31. Dezember 1662 verstorbenen Martin Linke das Kantorat am Katharineum zu Lübeck. Im selben Jahr heiratete er Auguste Sophie, geb. Tunder (* 1644), die ältere Tochter des Organisten an der Marienkirche Franz Tunder. Als Kantor am Katharineum erhielt er 300 Mark Lübsch und freie Unterkunft. Der Kantor befand sich in der Rangfolge der Schule an dritter Stelle nach dem Rektor und Subrektor. Er war verantwortlich für den Lateinunterricht in Tertia und Sekunda sowie für Musikunterricht und Musikausübung in der gesamten Schule. Damit verbunden war die Stelle als Kantor an der Marienkirche. Hier war er für die Musik auf dem Chore verantwortlich. An gewöhnlichen Sonntagen sang der Schülerchor vom Lettner herab einstimmig, an Festtagen wurde Figuralmusik aufgeführt. 1664 sorgte Franck dafür, dass die Vorsteher der Kirche „zu behueff der jetzigen ahrt der Music“, die eine Continuo-Begleitung verlangte, ein Orgelpositiv mit fünf Stimmen für den Lettner anschafften. Franck konnte dafür auf eine von seinem Vorgänger aufgebaute reichhaltige Chorbibliothek zurückgreifen, deren beachtliche Reste (2000 Werke in 69 Stimmbüchern) die Stadt Lübeck 1814 als diplomatische Geste während des Wiener Kongresses Erzherzog Rudolf schenkte, der sie an die Gesellschaft der Musikfreunde in Wien weitergab. Bedingt durch die Aufgabenteilung zwischen Kantor und Organist stand Franck als Musiker im Schatten des Organisten, erst seines Schwiegervaters Franz Tunder, dann seines Schwagers Dieterich Buxtehude, der an St. Marien seit 1668 die wesentlich besser honorierte Stelle des Organisten und Werkmeisters hatte und für die Musik auf der Orgel, die auch Figuralmusik mit Instrumenten und einem kleinen Chor sein konnte, zuständig war. Bei den vom Organisten veranstalteten Abendmusiken stellte der Kantor die Chorsänger. Viermal im Jahr hielt Franck mit dem Chor eine Quartalsmusik in den anderen Hauptkirchen.
Falls Franck eigene Kompositionen beigesteuert hat, so ist davon nichts erhalten. Einer seiner Nachfolger, Caspar Ruetz berichtet, dass die meisten Manuskripte seiner Vorgänger inzwischen zu Makulatur gemacht oder zum Feueranzünden gebraucht wurden.

## Werke
- Lobthönendes Ehrengedicht | Dem | Ehrenvesten/ Vorachtbahren und Wolgelahrten | Herrn OTTO Großkreutzen/ | der Weltweißheit Gewürdigten/ | Als Selbigem/ | im 1659. Jahre den 25. Tag Weinmonats | von der hochpreyßlichen Philosophischen Facultät in Rostock | der Magister Tittel | zugeleget ward/ | Zu schuldigen Ehren verfertiget | und in einer fünfstimmigen Musick gebracht | von | Samuel Francken/ | Stettinern. Rostock 1659
- Schüldiger Nach-Ruhm/ Dem ... Hn. Menoni Hannekenio, Philosoph: Mag: & SS. Th. Candidato : Als Er im Jahr Christi 1673. den 1. Nov. Morgends umb 5. Uhr sein zeitliches Leben ... endete/ und am 6. darauff ... seinem Ruhe-Kämmerlein zu St. Marien ... eingebracht ward / Seinem hochgeschätzten liebwehrten Freunde willigst auffgesetzet von Samuel Francken/ Sch: Cant:. Lübeck: Jäger 1673 (Digitalisat, Staatsbibliothek Berlin)